# Benjamin Hübner
Benjamin Hübner (Wiesbaden, 4 juli 1989) is een Duits voormalig voetballer die doorgaans als centrale verdediger speelde. 

## Clubcarrière
Hübner werd geboren in Wiesbaden en sloot zich op vierjarige leeftijd aan bij SV Wiesbaden. Op 18 mei 2008 debuteerde hij in de 2. Bundesliga tegen SC Freiburg. In 2012 trok de linksbenige centrumverdediger naar VfR Aalen. Twee jaar later tekende hij transfervrij bij FC Ingolstadt 04. Op 2 augustus 2014 debuteerde hij voor Die Schanzer in de competitiewedstrijd tegen FC St. Pauli. Op 12 september 2014 vierde Hübner zijn eerste doelpunt voor FC Ingolstadt 04 in een competitiewedstrijd tegen zijn ex-club VfR Aalen. Later dat seizoen zou Ingolstadt promoveren naar de Bundesliga en Aalen degraderen. Hij verruilde Ingolstadt in juli 2016 voor 1899 Hoffenheim. Door trainer Alfred Schreuder werd hij in december 2019 tot aanvoerder benoemd. In december 2022 beëindigde Hübner zijn carrière vanwege aanhoudend blessureleed.

## Erelijst
Ingolstadt
- 2. Bundesliga

2014/15